# Jeck (chanteur)
Pour les articles homonymes, voir Monteagudo et Jeck.
Jeck, de son vrai nom Jean-Luc Monteagudo né le 19 juin 1992 à Courcouronnes, est un chanteur et guitariste français.

## Biographie

### Enfance
Né le 19 juin 1992 à Courcouronnes, Jean-Luc Monteagudo grandit en Essonne avant de s'installer à Villeneuve-Loubet dans les Alpes-Maritimes. 

### Carrière entrepreneuriale
Après une licence dans le domaine du commerce, il devient vidéaste web et infopreneur dans le milieu du marketing, avec la chaîne YouTube nommée Idée Marketing.

### Débuts musicaux
Il commence la musique durant son enfance en jouant de la guitare, du piano et de la batterie.
Sa mère meurt d'un cancer en 2020, ce qui l'amène à se lancer dans la musique, quelques mois après son décès. Il opte alors pour « Jeck », pseudonyme qu'il utilise lors de ses parties de jeu en ligne, notamment War Rock et Counter-Strike.

### Participation àThe Voice
En février 2023, il participe à la saison 12 du télé-crochet The Voice sur TF1 en interprétant Call on me de Vianney et Ed Sheeran, mais Jeck est éliminé lors de la première soirée des auditions à l'aveugle. 

### Carrière musicale
La médiatisation à The Voice lui permet de signer avec le label Play Two (groupe TF1) et d'enregistrer son premier single Défaite, qui revient sur son élimination de l'émission. Sa chanson est devenue particulièrement populaire sur TikTok,, atteignant près de 500 000 vidéos créées par les internautes du réseau social. Le clip est également diffusé sur YouTube dépassant les 2,3 million de vues. Jeck se dit influencé par Stromae.
Son deuxième single Parapluie est mis en ligne en septembre 2023, qui deviendra single d'or avec plus 15 millions d'écoutes en streaming. Son premier album Moi c'est Jeck sort en juin 2024, il est composé de seize titres entre « variété française et pop rock ». Il se classe à la 24e position la semaine de sa sortie. À partir de 2025, il annonce faire une tournée dans toute la France.

## Discographie

### Singles
- 2022 : Le temps
- 2022 : Infidèle (Live) (feat. Alex Keil)
- 2022 : Infidèle (Version orchestrale) (feat. Alex Keil)
- 2022 : Par amour
- 2023 : Défaite
- 2023 : Parapluie
- 2023 : Infidèle (feat. Alex Keil)
- 2024 : Sans toi
- 2024 : Mistral gagnant
- 2024 : M'envoler (feat. Carla) Platine
- 2024 : Je t'aime
- 2025 : Tous les cris les S.O.S.
- 2025 : M'envoler (Acoustique) (feat. Carla)
- 2025 : M'envoler (Rock Version) (Romain Ughetto) (feat. Carla)
- 2025 : À qui le tour (feat. Carla)

## Distinctions

### Nominations
En 2023, Jeck est nommé aux NRJ Music Awards dans la catégorie « Social Hit » pour sa chanson Défaite, puis en 2024, en tant que « Révélation francophone de l'année ».

## Participations
- 2023 : The Voice France (saison 12)[12]
- 2024 : Fort Boyard sur France 2[22]